# محوطه گوهرپشت
محوطه گوهرپشت مربوط به هزاره دوم قبل از میلاد است و در شهرستان ایرانشهر، بخش بمپور، دهستان بمپور شرقی، ۵۰۰ متری غرب روستای گوهر پشت واقع شده و این اثر در تاریخ ۱۳ آبان ۱۳۸۶ با شمارهٔ ثبت ۱۹۷۶۲ به‌عنوان یکی از آثار ملی ایران به ثبت رسیده‌است.